# My1 Chamaeleontis
My1 Chamaeleontis (μ1 Chamaeleontis, förkortat My1 Cha, μ1 Cha) som är stjärnans Bayerbeteckning, är en ensam stjärna belägen i den södra delen av stjärnbilden Kameleonten. Den har en skenbar magnitud på 5,52 och är svagt synlig för blotta ögat där ljusföroreningar ej förekommer. Baserat på parallaxmätning inom Hipparcosuppdraget på ca 8,7 mas, beräknas den befinna sig på ett avstånd på ca 380 ljusår (ca 115 parsek) från solen.

## Egenskaper
My1 Chamaeleontis är en vit underjättestjärna av spektralklass A0 IV.